# Visayské moře
Visayské moře je malé moře uprostřed Visayských ostrovů, které tvoří centrální část Filipín.
Na severozápadě sousedí se Sibuyanským mořem, na severovýchodě se Samarským mořem a na jihovýchodě Camotským mořem.